# Клифорд Хамондс
Клифорд Хамондс (енгл. Clifford Daniel "Cliff" Hammonds; Форт Браг, Северна Каролина, 18. децембар 1985) је амерички кошаркаш. Игра на позицији плејмејкера.

## Биографија
Хамондс је од 2004. до 2008. године похађао Универзитет Клемсон на коме је играо за екипу Клемсон тајгерса. На укупно 134 одиграна меча забележио је просек од 10,9 поена, 3,6 скокова, 3,5 асистенција и 1,7 украдених лопти. На НБА драфту 2008. није изабран, те је одлучио да се окуша у европској кошарци.
Прву сезону сениорске каријере започео је у турској Дарушафаки. Врло брзо је скренуо пажњу на себе, па га је већ у децембру 2008. ангажовао трофејни Ефес пилсен у коме се задржао неколико недеља и одиграо 5 утакмица у Евролиги. У јануару 2009. вратио се у Дарушафаку и тамо је дочекао крај те сезоне. Лета 2009. наступао је за порториканску екипу Пиратас де Кебрадиљас, а затим је одиграо по једну сезону у грчком Перистерију, француском Асвелу и турском Банвиту. У августу 2012. потписао је једногодишњи уговор са Игокеом. Био је део екипе која је сезоне 2012/13. клубу из Лакташа донела трофеје у националном првенству и купу, као и историјски успех у Јадранској лиги освајањем првог места у регуларном делу такмичења и пласманом на фајнал-фор. Од 2013. до 2015. наступао је за Албу из Берлина са којом је освојио Куп Немачке за 2014. годину. У сезони 2015/16. био је члан Рино бигхорнса. У септембру 2016. постао је члан Лиможа а клуб је напустио већ у новембру исте године када је прешао у Лудвигсбург са којим се задржао до краја 2016/17. сезоне. У сезони 2017/18. је био члан екипе с.Оливер Вирцбург.

## Успеси

### Клупски
- Игокеа:
  - Првенство Босне и Херцеговине (1): 2012/13.
  - Куп Босне и Херцеговине (1): 2013.

- АЛБА Берлин:
  - Куп Немачке (1): 2014.

### Појединачни
- Најбољи одбрамбени играч Првенства Немачке (1): 2014.